# Do Tempo que Eu Comia Pipoca
Do Tempo que Eu Comia Pipoca é um curta-metragem brasileiro de 2001, dirigido por Heloísa Passos e Catherine Agniez, sendo estrelado por Guta Stresser e Rodrigo Ferrarini.
Rodado em Curitiba e lançado no verão de 2001, o filme, com 18 minutos de duração, foi premiado em festivais nacionais e internacionais, como: prêmio de "Melhor Cinematografia" (Melhor Fotografia) no "Eclipse Film Festiva" de 2002 (EUA), prêmio de "Melhor Direção de Arte" no "6º Brazilian Film Festival of Miam" de 2001 (EUA) e o prêmio de "Melhor Trilha Sonora" (Jaime Zenamon) no "6º Festival de Cinema, Vídeo e DCine de Curitiba" de 2002.
Participou dos festivais: I Goiânia Mostra Curtas, Festival Internacional de Curtas metragens de São Paulo (2001), Festival Internacional de Curtas do Rio de Janeiro (2001), San Diego Latin Film Festival (2002), Seattle International Film Festival (2002), Braziliam Film Festival of Miami (2002) e o V Edition of the Open Air European Short Film of Barcelona.

## Sinopse
Clara, uma curitibana que na adolescência vai morar no litoral do Paraná, retorna para sua cidade natal relembrando de momentos da sua infância. Ao contrário de Léo, que não lembra do seu passado. 

## Elenco
- Guta Stresser ..... Clara
- Rodrigo Ferrarini ..... Léo
- Maria Clara Fernandes